# Pattie Boyd
Patricia Anne "Pattie" Boyd (Taunton, Somerset, Inglaterra, 17 de marzo de 1944) es una exmodelo de los 60's, formando parte de la escena Swinging' London, y fotógrafa británica. Conocida por ser la icónica musa de los músicos George Harrison y Eric Clapton, siendo la inspiración de varias canciones históricas de amor en el Rock.

## Biografía
Desde el año 1962 se dedica a posar como modelo, desfilando para importantes diseñadores en pasarelas de París (para Mary Quant), Nueva York y Londres.
El año 1964 conoce a George Harrison, guitarrista de la banda The Beatles. Fue durante el rodaje de la película A Hard Day's Night, en la que ella representaba el papel de una colegiala del tren donde viajaban The Beatles. Se casarían en 1966, misma época en la que ella escribe una columna para la revista 16. Twiggy, célebre modelo de la época, comentó que el look de Pattie sirvió de base durante sus primeros años de carrera.
A principios de los años 1970 se complica la relación con Harrison. Las supuestas infidelidades del músico, sumado al excesivo interés de Harrison en sus exploraciones religiosas, hicieron que el matrimonio llegara a su fin en 1974. Un año antes, Boyd habría tenido un romance con Ronnie Wood, integrante de los Faces junto a Rod Stewart y futuro miembro de The Rolling Stones. Esta aventura surgió cuando Harrison invitó a la esposa de Wood a un viaje a España.
En 1979 se casa con el guitarrista Eric Clapton, amigo cercano de Harrison. Se dice que Clapton estuvo enamorado de Boyd desde que ella tenía 17 años, y que esta relación está en el origen de la canción "Layla". La adicción de Clapton a las drogas y la infertilidad de Boyd hicieron que la relación fuera tormentosa. Tras la negativa de Clapton a someterse a un tratamiento para su alcoholismo, Boyd comienza una relación con el fotógrafo Will Christie. Se separarían oficialmente en 1989.
En la actualidad se dedica a exponer fotografías y escribir acerca de sus años de matrimonio con Harrison y Clapton.

## Musa inspiradora
Cuando estuvo casada con George Harrison y después con Eric Clapton, cada músico le dedicó una canción especial. Ambas se encuentran entre las mayores obras musicales de sus respectivas carreras. 
En 1969, el Beatle compuso la canción "Something" que fue lanzada como sencillo y alcanzaría el primer lugar de las listas de popularidad. Muchos creyeron que Harrison se inspiró en su esposa de aquel tiempo, Pattie Boyd, para crear «Something». Boyd también expuso dicha inspiración en su autobiografía de 2007, Wonderful Tonight, donde escribió: «[Él] me dijo, de alguna manera, que la había escrito para mí».
Sin embargo, Harrison citó en otras fuentes que la inspiración ocurrió al contrario. En una entrevista de 1996 respondió a una pregunta sobre si la canción era acerca de Pattie: «Bueno, no, no [la escribí acerca de ella]. Sólo la escribí, y después alguien creó además un video. Y lo que hicieron fue que ellos salieron y tomaron unas imágenes de Pattie y yo, Paul y Linda, Ringo y Maureen (eso fue en ese tiempo) y de John y Yoko y sólo realizaron un pequeño video para que fuera algo complementario a la canción. Entonces, después todo el mundo divulgó que me había inspirado en Pattie, pero realmente, cuando la escribí, estaba pensando en Ray Charles».
Un año después, Clapton grabaría junto con Derek and the Dominos la canción "Layla". Fue compuesta cuando Boyd y Harrison aún estaban casados, y expresa el amor no correspondido que Clapton siente por la mujer de su amigo. La canción, incluida en el álbum Layla and Other Assorted Love Songs fue un éxito. Boyd también sirvió de inspiración para canciones como "Bell Bottom Blues" y "Wonderful Tonight".
Para 1989, en el momento de la separación matrimonial, en el disco Journeyman, Clapton compuso en conjunto con Robert Cray el tema "Old Love", dedicado nuevamente para ella, tema que curiosamente desagradó en su momento  a Pattie.